# 玉带河 (汉水南源)
玉带河，是中国长江流域汉水水系的一条河流，为汉水南源。河长99千米，流域面积810平方千米，多年平均流量11立方米每秒。自然落差889米。水能理论蕴藏量3万千瓦。